# Bythaelurus
Bythaelurus  (лат.) — род хрящевых рыб  семейства кошачьих акул (Scyliorhinidae).

## Описание
Тёмноокрашенные рыбы. Рыло тупо округлое без заостренного кончика. Максимальная длина 76 см (Bythaelurus immaculatus), минимальная — 30 см (Bythaelurus tenuicephalus). Обитают на глубинах от 200 до 1443 м.

## Классификация
Первоначально род был описан в ранге подрода Halaelurus. В состав рода включают 14 видов.
- Bythaelurus alcockii Garman, 1913 — аравийская пятнистая акула[4].
- Bythaelurus bachi Weigmann, Ebert, Clerkin, Stehmann & Naylor, 2016
- Bythaelurus canescens Günther, 1878 — тёмная пятнистая акула[4].
- Bythaelurus clevai Séret, 1987.
- Bythaelurus tenuicephalus Kaschner, Weigmann & Thiel, 2015.
- Bythaelurus dawsoni S. Springer, 1971 — новозеландская пятнистая акула[4].
- Bythaelurus giddingsi McCosker, D. J. Long & C. C. Baldwin, 2012.
- Bythaelurus hispidus Alcock, 1891 — индийская пятнистая акула[4].
- Bythaelurus immaculatus Y. T. Chu & Q. W. Meng, 1982 — Однотонная пятнистая акула[4].
- Bythaelurus incanus P. R. Last & J. D. Stevens, 2008.
- Bythaelurus lutarius S. Springer & D'Aubrey, 1972.
- Bythaelurus naylori  Ebert & Clerkin, 2015.
- Bythaelurus stewarti Kaschner, Weigmann & Thiel, 2018.
- Bythaelurus vivaldii Weigmann & Kaschner, 2017.

## Распространение
Представители рода встречаются умеренных и тропических широтах Индийского и Тихого океана.